# 赤堤
赤堤（日语：／ Akatsutsumi */?）是東京都世田谷區的地名。現行行政地名為赤堤一丁目至赤堤五丁目。郵遞區號為156-0044。

## 地理
位於東京都世田谷區北部，屬北澤地域。東鄰松原，東南接豪德寺，南與西連宮坂，西北臨櫻上水，北通杉並區下高井戶。

### 河川
- 北澤川 - 位於南端，現在已暗渠化，地面整建為綠道。山下站以西的綠道稱為「百合木公園」（ユリの木公園）。

## 歷史
古時屬舊荏原郡赤堤村。

### 地名由來
當時這一帶低地建有兼具防水與防禦功能的土堤，因用紅土建造而稱「赤堤」。後成為村名。

## 交通
町內無車站，鄰近的車站如下。
- 下高井戶站（赤堤四丁目與松原三丁目、杉並區下高井戶一丁目交界） - 京王線、東急世田谷線
- 松原站（赤堤二、三、四丁目與松原三丁目交界） - 東急世田谷線
- 山下站（赤堤一丁目與宮坂二丁目、豪德寺一丁目交界） - 東急世田谷線
- 豪德寺站（豪德寺一丁目） - 小田急小田原線
- 經堂站（經堂二丁目） - 小田急小田原線

道路方面，町內有東西向的赤堤通。此外，東京都道427號瀨田貫井線從豪德寺站經赤堤通通往下高井戶站，但在下高井戶站附近是穿越商店街的狹窄道路，無法發揮南北連絡的功能。

## 備註
1. ↑  平成25年（2013年）の世田谷区の町丁別人口と世帯数 - 世田谷区